# 克爾維里山
18°50′35″S 68°55′32″W / 18.84306°S 68.92556°W
克爾維里山（Qillwiri），是南美洲的山峰，處於玻利維亞的奧魯羅省和智利阿里卡和帕里納科塔大區之間接壤的邊境，屬於安第斯山脈中玻利維亞西部山脈的一部分，西北面是普金蒂卡火山。
- .   [September 12, 2014]. （原始内容存档于2014年8月13日）.